# 토평 나들목
토평 나들목(Topyeong IC)은 경기도 구리시 토평동에 설치된 강동대교 북단의 수도권제1순환고속도로 8번 교차로이다. 인근에 한강시민공원과 아차산이 있다. 고양 방향으로 진행할 때 토평 나들목을 이용하려면 강동대교 의정부 방향 3, 4차로를 이용하여야 한다. 구리시, 남양주시 및 서울 시내 (광진구 일대)로 진출할 수 있으며, 고양 방향에서 진출 시 다시 성남 방향으로 회차가 가능하다.

## 연혁
- 1991년 3월 22일 : 나들목 신설을 위해 구리도시계획시설 교통광장에 구리시 토평동 일대를 토평 나들목으로 고시[1]
- 1992년 1월 13일 : 나들목 건설을 위해 경기도 구리시 토평동 600m 구간 도로구역 변경[2]
- 1994년 10월 1일 : 나들목 개통[3]

## 구조물 정보
- 위치: 경기도 구리시 토평동
- 영업소: 경기도 구리시 수도권제1순환고속도로 26 (토평동)

## 접속하는 도로
- 강변북로

## 교통량 정보
| 요금소        | 통행량 (대/일) | 통행량 (대/일) | 통행량 (대/일) | 통행량 (대/일) | 통행량 (대/일) | 통행량 (대/일) | 통행량 (대/일) | 통행량 (대/일) | 통행량 (대/일) | 통행량 (대/일) | 각주  |
| 요금소        | 2001년         | 2002년         | 2003년         | 2004년         | 2005년         | 2006년         | 2007년         | 2008년         | 2009년         | 2010년         | 각주  |
| ------------- | -------------- | -------------- | -------------- | -------------- | -------------- | -------------- | -------------- | -------------- | -------------- | -------------- | ----- |
| 토평 (개방식) | 20,030         | 23,185         | 22,465         | 18,001         | 18,118         | 17,092         | 17,730         | 16,752         | 16,864         | 17,008         | [ 4 ] |
| 요금소        | 2011년         | 2012년         | 2013년         | 2014년         | 2015년         | 2016년         | 2017년         | 2018년         | 2019년         |                | [ 4 ] |
| 토평 (개방식) | 17,924         | 19,043         | 18,916         | 19,234         | 17,703         | 17,064         | 18,880         | 21,443         | 22,224         |                | [ 4 ] |